# Küchenplaner
Ein Küchenplaner ist ein spezialisierter Aufgabenbereich in der Innenarchitektur, welcher sich mit dem räumlichen Entwurf der Küche befasst. In Fachgeschäften wird diese Aufgabe meist von Einzelhandelskaufleuten ausgeführt, welche die Küche aus Lieferkatalogen zusammensuchen.

## Einsatzbereiche
Küchenplaner sind für private und gewerbliche Haushalte tätig. Ihren Einsatz finden sie v. a. in den folgenden Branchen:
- in Küchenstudios
- in Einrichtungshäusern mit Küchenabteilungen
- in Baumärkten mit Planungsabteilungen
- im Möbeldesign bei Küchenmöbelherstellern
- in Büros für Innenarchitektur

Die Küchenplanung beginnt üblicherweise mit dem Ausmessen der Räume beim Kunden und der Aufnahme der räumlichen Rahmenbedingungen, z. B. den vorhandenen Wasser-, Gas- und Starkstromleitungen und umfasst hier meist auch eine Vorberatung. Der eigentliche Planungsprozess findet computerunterstützt statt. Küchenplaner, die im Auftrag von Einrichtungshäusern tätig sind, planen mit dem angebotenen Möbelsortiment, das mehr oder weniger vollständig in Schablonen in der Software hinterlegt ist. Darin eingeschlossen sind oft Kostenplanungen, die je nach Software vom Kostenvoranschlag bis hin zum garantierten Endpreis reichen können. Innenarchitekten übernehmen dabei üblicherweise die Gewähr für die ordnungsgemäße Planung und sind Ansprechpartner bei Planungsfehlern oder im Garantiefall.

## Planungsbedingungen
Die Planung einer Küche orientiert sich an folgenden Rahmenbedingungen:
- Räumliche Gegebenheiten
- Wünsche des Kunden hinsichtlich der verwendeten Komponenten; in der Beratung sind dabei modische Auffassungen zu Planungskonzepten zu berücksichtigen, wie z. B. der Trend zur „Offenen Küche“
- Ergonomische Grundsätze bei der Auswahl und Kombination von Komponenten, darunter Materialien und Beleuchtung

## Alternative Planungsmöglichkeiten
Im unteren Preissegment, v. a. in Baumärkten, Möbeldiscountern etc., stehen den Kunden teilweise Computerarbeitsplätze zur Selbstplanung zur Verfügung. Hier übernehmen die Kunden den Planungsprozess anhand eigener Messdaten die Planung selbst. Da eine Planungssoftware eine komplexe Anwendung darstellt, kann geschultes Verkaufspersonal bei der Planung assistieren. Eine Gewähr für die sachgemäße Planung wird dabei nicht übernommen.